# Москитная сетка
Москитная сетка (или противомоскитная, также сетка от мух и комаров) — сетчатая завеса, которая по периметру облегает кровать или спальную зону, чтобы обеспечить барьер для защиты от укусов комаров, москитов, мух и других вредных насекомых и, следовательно, от болезней, которые они могут нести. Примеры таких болезней, передаваемых насекомыми, включают малярию, лихорадку денге, жёлтую лихорадку, вирус Зика и различные формы энцефалита, включая вирус Западного Нила.
Ячейка сетки должна быть достаточно мелкой, чтобы исключить проникновение насекомых, не слишком мешая видимости или вентиляции. Можно значительно повысить эффективность противомоскитной сетки, предварительно обработав её подходящим инсектицидом или средством от насекомых. Исследования показали, что противомоскитные сетки являются чрезвычайно эффективным методом профилактики малярии, предотвратив приблизительно 663 миллиона случаев малярии в период 2000—2015 годов.

## Разновидности
В странах тропического климата в продаже есть москитные сетки, изготовленные заводским методом, предназначенные для односпальных и двуспальных кроватей. Эти же сетки можно использовать при ночёвках на природе. Существуют две разновидности, различающиеся по дизайну: потолочная подвесная и прямоугольная, подвязываемая к опорам за четыре верёвки на верхних углах.
Также большое распространение и развитие получили москитные сетки для защиты жилища и помещений от комаров и других летающих насекомых, а также от пыли и пуха. Москитные сетки устанавливаются на оконные и дверные проемы. Классическая оконная или дверная москитная сетка представляет собой конструкцию из алюминиевого профиля, внутри которой натянуто пластиковое сетчатое полотно. Существует множество антимоскитных систем (рамочные, рулонные, распашные, плиссированные и т. д.) и противомоскитных полотен.
Москитные сетки используют и для палаток, встроенные окна в палатке выполнены из москитной сетки, на дверях палатки также бывают москитные сетки на молнии. Также есть в продаже гамаки, шатры и другие товары для отдыха на природе, детские коляски с москитными сетками.

## Исторические сведения
Москитная сетка в основном используется для защиты от переносчика малярии Anopheles gambiae. Первые упоминания симптомов, подобных малярии, были сделаны ещё в 2700 г. до н. э. в Китае. Переносчик этой болезни был идентифицирован лишь в 1880 году Рональдом Россом. Москитная сетка имеет давнюю историю. Хотя использование термина датируется серединой XVIII века, индийская литература позднего средневековья имеет ссылки на использование противомоскитных сеток в ритуальных индуистских культах. Поэзия, написанная Аннамайей, самым ранним известным музыкантом и поэтом на телугу, ссылается на domatera, что в переводе с телугу означает «москитная сетка». Использование противомоскитных сеток было датировано доисторическими временами. Говорят, что Клеопатра, последняя царица Древнего Египта, также спала под противомоскитной сеткой. Противомоскитные сетки использовались для защиты от малярии во время строительства Суэцкого канала.
В качестве аналогов москитной сетки используются марля, газ, тюль и другие ткани. В СССР производилась пластиковая сетка, сетка из ниток, также железная сетка с мелкими отверстиями на деревянные окна, сетку нужно было отрезать и закрепить канцелярскими кнопками.

## Накомарник
Накома́рник (другое названия — накомарник-шляпа) — надеваемая на голову и лицо сетка для защиты от комаров, мелких мух, мошки и других летающих насекомых. Соответственно, накомарник используется в тех местах, где много этих насекомых, чаще всего комаров и мошек.
Похожей разновидностью индивидуальной защиты от насекомых является сетка Павловского, не закрывающая лицо, но пропитанная отпугивающим составом.

## В культуре
В японском фольклоре ёкай Амикири по ночам разрезает москитные и рыбацкие сети.